# Tarsus Regio
La Tarsus Regio è una struttura geologica della superficie di Io.